# Harald Schmid
Harald Schmid, född den 29 september 1957 i Hanau, är en västtysk före detta friidrottare som under 1970-talet och 1980-talet tävlade på 400 meter häck.
Schmid är en av de främsta européerna någonsin på 400 meter häck men eftersom han var samtida med Edwin Moses kom han ofta i skuggan av amerikanen.
Schmids första mästerskap var OS 1976 där han var med i det tyska lag som blev bronsmedaljörer på 4 x 400 meter. Nästa större mästerskap var EM 1978 i Prag där han vann både 400 meter häck och 4 x 400 meter. Vid EM 1982 lyckades han upprepa bedriften med att försvara båda sina guld.
Schmid deltog vid VM 1983 i Helsingfors där han slutade på andra plats efter Moses. Dessutom var han med i det tyska lag som blev silvermedaljörer på 4 x 400 meter. Vid OS 1984 blev det brons på 400 meter häck. Vid EM 1986 i Stuttgart lyckades han försvara sitt guld på 400 meter häck, dessutom blev det silver med det tyska stafettlaget. 
Vid VM 1987 i Rom slutade han på tredje plats slagen av Moses och amerikanen Danny Harris i en tävling som blivit historisk. Hans tid i finalen 47,48 var då europeiskt rekord på distansen och det stod sig fram till Stéphane Diagana 1995 slog hans rekord. Schmids sista mästerskap var OS 1988, där han slutade på sjunde plats i finalen.